# Кабешти (Хунедоара)
Кабешти (рум. Căbești) насеље је у Румунији у округу Хунедоара у општини Бранишка. Oпштина се налази на надморској висини од 245 m.

## Становништво
Према подацима из 2002. године у насељу је живело 26 становника, од којих су сви румунске националности.